# JS Chihaya (ASR-403)
Le JS Chihaya (ASR-403) est un navire auxiliaire de sauvetage sous-marin de deuxième génération de la Force maritime d'autodéfense japonaise. Il remplace l'ancien JS Fushimi (ASR-402) mis à la retraite le 24 mars 2000.

## Historique
La pose de la quille du Chihaya a été effectué le 13 octobre 1997 au chantier naval Mitsui de Tamano et lancé le 8 octobre 1998. Il a été mis en service le 17 mars 2000 et déployé à la base navale de Kure.
Le navire dispose d'un puits central pour exploiter son sous-marin de sauvetage (DSRV). Afin de soutenir les activités du DSRV, un dispositif de plongée sans pilote (ROV) a également été installé. Celui-ci pèse 3 tonnes, sa vitesse est de 3 nœuds, sa profondeur maximale d'utilisation est de 2 000 mètres. Il est doté de deux manipulateurs pour les opérations sous-marines.
Pour pouvoir se transporter plus rapidement sur zone de sauvetage, il est muni d'un bulbe d'étrave conçu pour réduire la résistance des vagues et un dispositif de fermeture inférieur est installé au fond du puits central. Il s’agit d’une méthode d’ouverture et de fermeture de la plaque de fermeture en deux parties par pression hydraulique. Le moteur principal est constitué de deux moteurs diesel 12V42M-A de Mitsui Engineering & Ships, moteurs de 12 cylindres en V qui permet d'accroître le rendement. En tant que dispositifs de propulsion, en plus de deux hélices à pas variable, il existe deux propulseurs latéraux sur la proue et la poupe. Ils sont équipés d'un système de positionnement dynamique (DPS), et peuvent être stationnaires en un point situé sur l'océan.

## Galerie

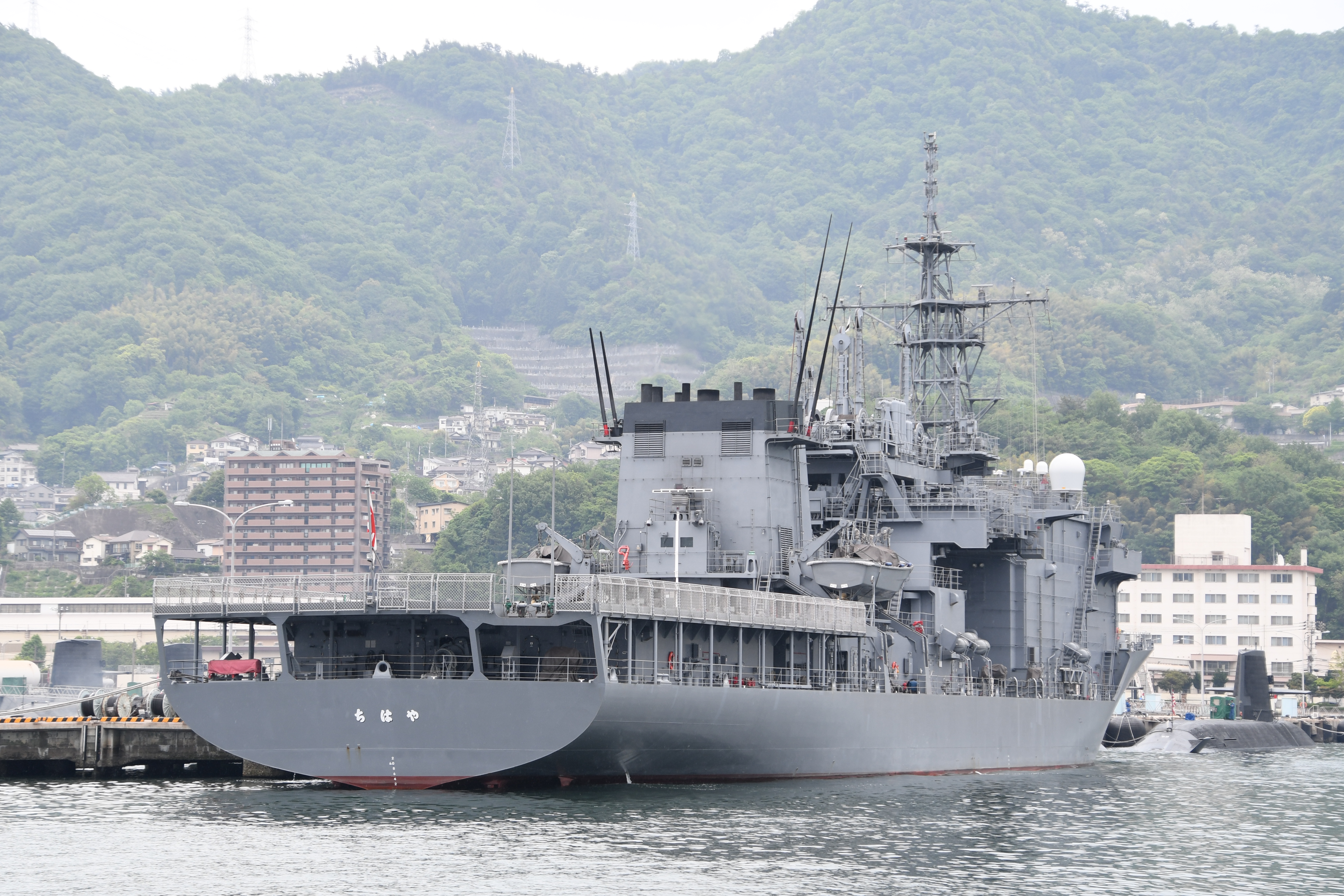
Pont arrière du Chihaya
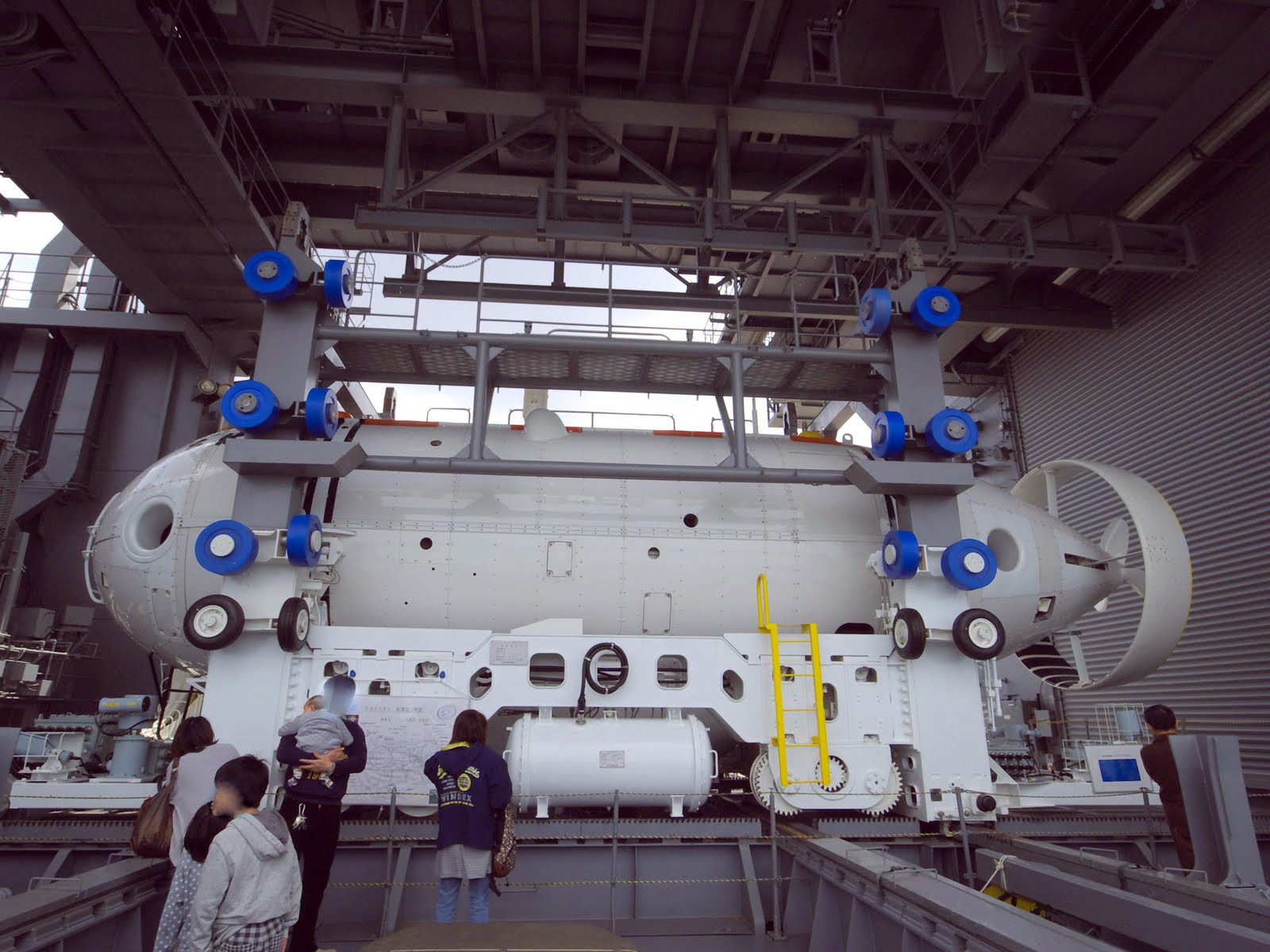
Le DSRV à bord

### Note et référence
- (ja) Cet article est partiellement ou en totalité issu de l’article de Wikipédia en japonais intitulé « ちはや (潜水艦救難艦・2代) » (voir la liste des auteurs).